# Baccharis paulopolitana
Baccharis paulopolitana là một loài thực vật có hoa trong họ Cúc. Loài này được Malag. & W.Hoehne mô tả khoa học đầu tiên năm 1949.